# Argyrocupha evadrus
Argyrocupha evadrus är en fjärilsart som beskrevs av Jean Baptiste Godart 1823. Argyrocupha evadrus ingår i släktet Argyrocupha och familjen juvelvingar. Inga underarter finns listade i Catalogue of Life.